# Zvi Zelman
Zvi Zelman (în idiș צבֿי הערשל צעלמאַן‏‎; în rusă Цви Цельман, transliterat: Țvi Țelman; n. 6 iunie 1912, Căprești, gubernia Basarabia, Imperiul Rus – d. 5 octombrie 1972, Ufa, RSFS Rusă, URSS) a fost un evreu basarabean, poet român și sovietic în limbile idiș și ebraică.

## Biografie
S-a născut în colonia evreiască Căprești (acum în raionul Florești, Republica Moldova) din ținutul Soroca, gubernia Basarabia, (Imperiul Rus), în familia lui Moișe și Zlote Zelman. A studiat la heder, iar din 1931 la Seminarul pedagogic din Cernăuți (specialitatea, profesor de idiș și ebraică) împreună cu alți viitori scriitori evrei basarabeni: Ihil Șraibman, Leizer Podriacik, Meir Haratz și Boris Roisen. A început să publice în ebraică poezii în anii săi de seminar.
După absolvirea seminarului, s-a mutat la București, unde a publicat poezii în idiș. La sfârșitul anilor 1930, la București, în editura Inainam („Împreună”), a publicat 3 colecții de poezie în idiș: מאַסקן-קאַראַכאָד (Maskn-Karahod. Lead und tfile – „Dans de măști, poezii și rugăciuni” în 1937), marele poem בלוט (Blut – „Sânge” în 1939) și ציגײַנער-מאָטיװן (Tsigayner-motivn – „Motive țigănești” în 1940). A publicat poezii în ebraică în ziarul ha-Olam („Lumea”, Berlin), fiind probabil singurul scriitor evreu din Basarabia care a fost publicat exclusiv în afara regiunii.
După ocuparea Basarabiei de către URSS, a locuit în Căprești, dar nu s-a mai publicat. Odată cu începutul celui de-al doilea război mondial, a fost înscris într-un batalion de construcții de drumuri, până la sfârșitul războiului fiind transferat împreună cu batalionul pentru lucrări de restaurare în Bașchiria.
După război, a servit ca comandant al uzinei „Stroimontaj” din Ufa. Din 1959 a lucrat ca alimentator de autoturisme și lucrător de depozit de trenuri în Ufa. S-a retras din activitatea profesională la 6 iunie 1972, murind la 5 octombrie a aceluiași an. Nu a încercat să-și publice lucrările în URSS. Manuscrisele nepublicate și arhiva scriitorului au fost păstrate de fiul său.